# Gmina Bierawa
Gmina Bierawa, tiếng Đức Gemeinde Birawa là một gmina nông thôn (quận hành chính) ở Kędzierzyn-Koźle, Opole Voivodeship, ở phía tây nam của Ba Lan. Khu vực hành chính của nó là làng Bierawa, nằm cách Kędzierzyn-Koźle khoảng 8 kilômét (5 mi) về phía đông nam và cách thủ phủ khu vực Opole 48 km (30 mi) về phía đông nam.
Gmina có diện tích 119,24 kilômét vuông (46,0 dặm vuông Anh) và tính đến năm 2006, tổng dân số của nó là 8.046 người. Từ năm 2007, xã, giống như phần lớn diện tích, chính thức được giao tiếp song ngữ tiếng Đức và tiếng Ba Lan.

## Khu vực hành chính
Xã có các làng và khu định cư như:
- Bierawa / Birawa
- Brzeźce / Brzezetz
- Dzierelloice / Oderwalde
- Goszyce / Goschütz
- Grabówka / Sackenhoym
- Korzone
- Kotlarnia / Jakobswalde
- Lubieszów / Libischau
- Ortowice / Ortowitz
- Solarnia (Salzforst)
- Stara Kuźnia / Klein Althammer
- Nhìn chằm chằm Koźle / Alt Cosel

## Gmina lân cận
Gmina Bierawa giáp với các gmina khác như Kuźnia Raciborska, Rudziniec, Sośnicowice và Toszek.

## Hình ảnh

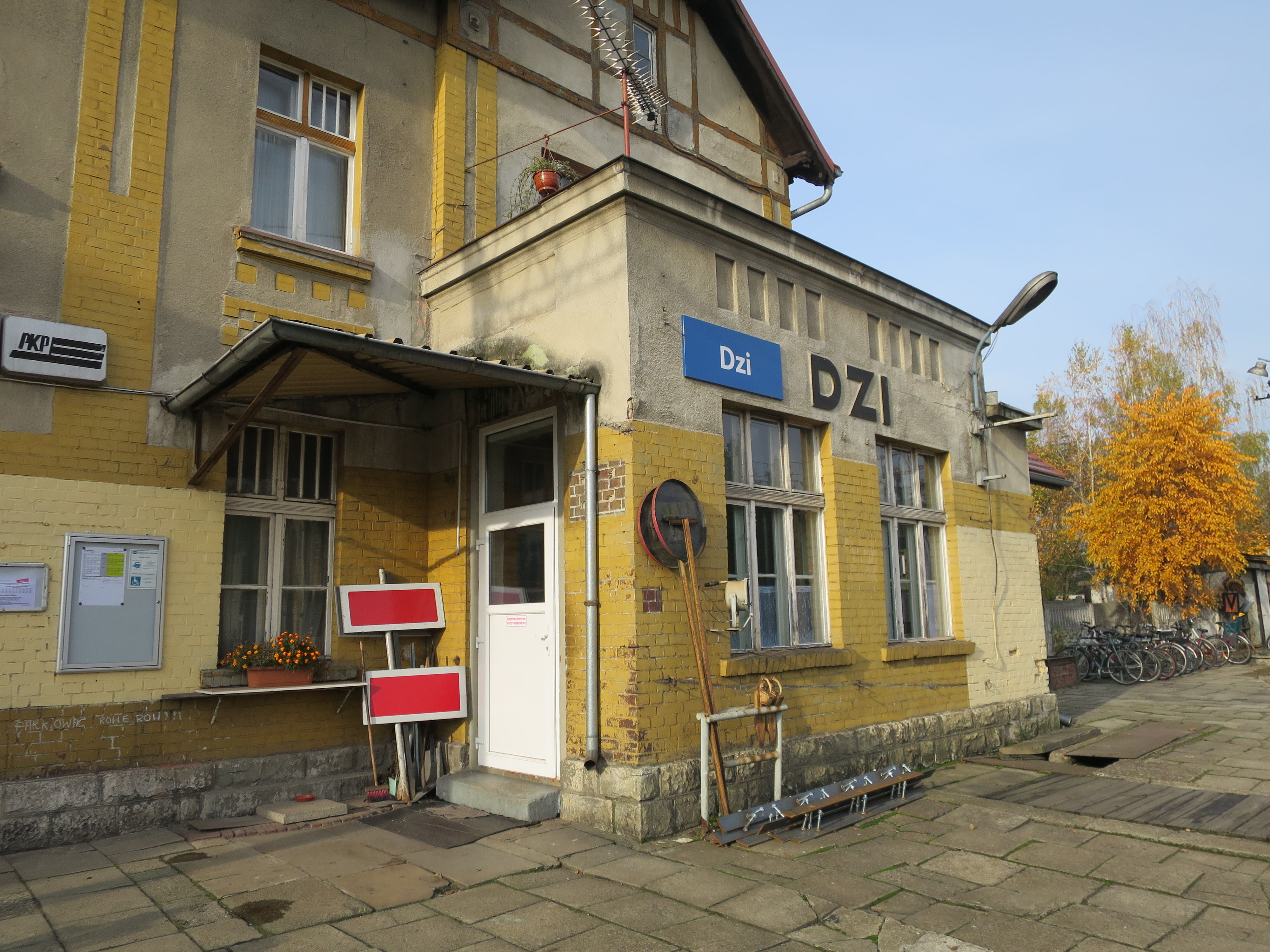
Nhà ga xe lửa
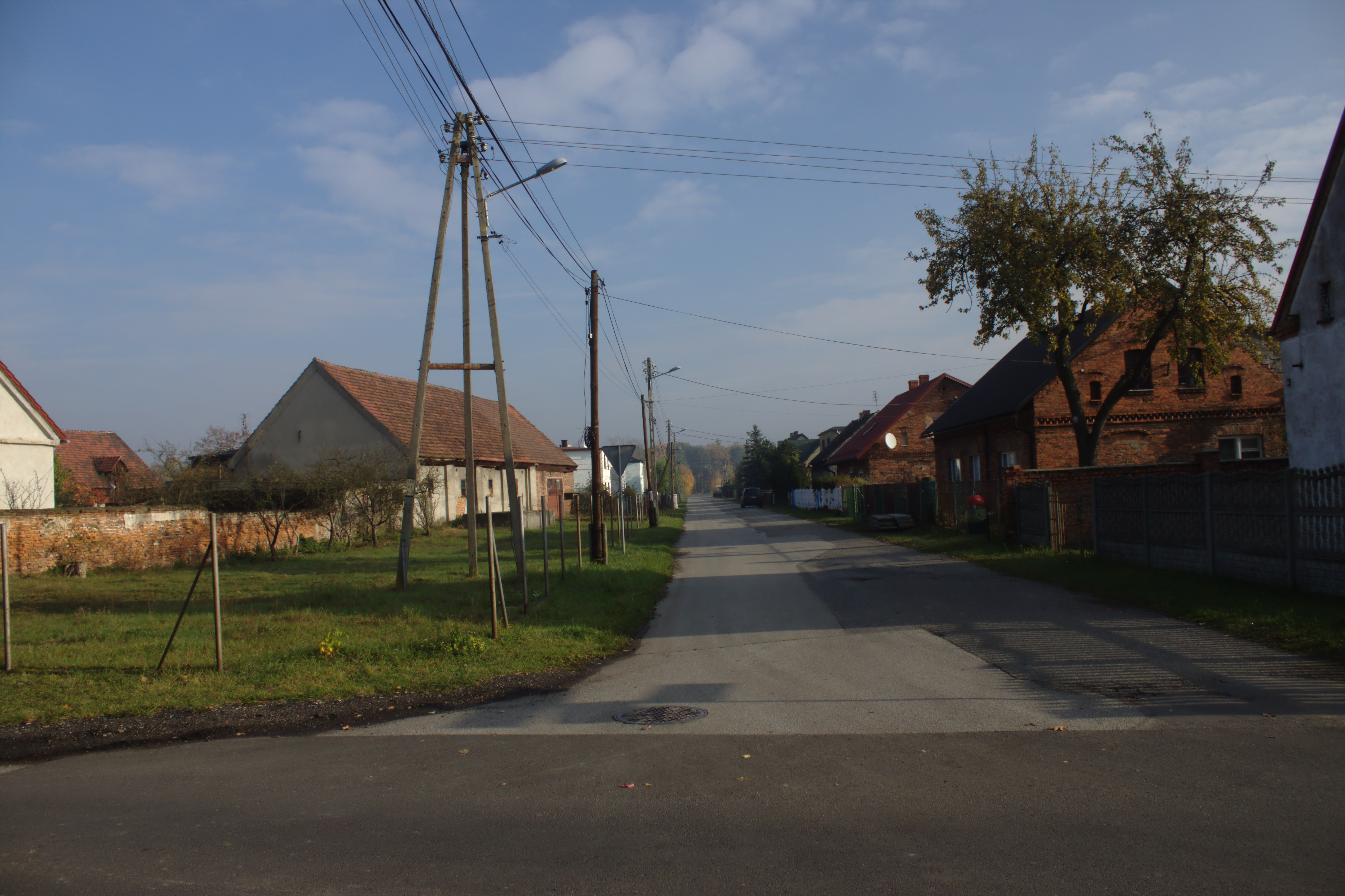
Đường ở Brzeźce
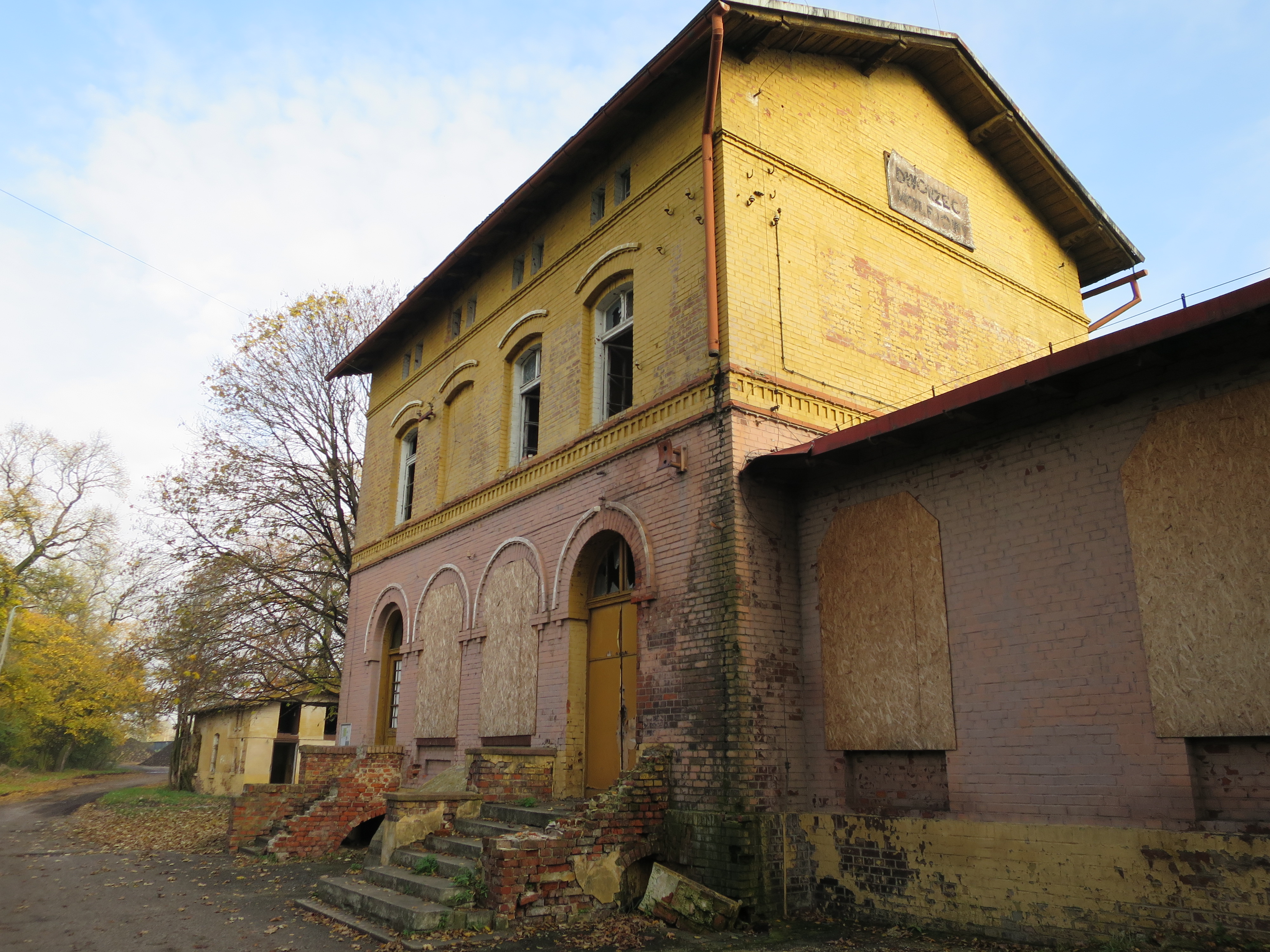
Ga xe lửa Bierawa